# Björntjärnen (Frostvikens socken, Jämtland)
Björntjärnen är en sjö i Strömsunds kommun i Jämtland och ingår i Ångermanälvens huvudavrinningsområde.